# Синан Райс
Синан (ивр. סנאן ראיס‎, араб. سنان ريس‎; 1492, Измир, Анатолия — 1546, Османская империя, «Великий еврей») — османский флотоводец еврейского происхождения.

## Биография
Еврейский беженец из Испании.
Обосновался вместе с семьей в Смирне (Измире).
Начинал помощником знаменитого турецкого флотоводца Хайреддина Барбароссы, но позже и сам стал капитаном. Турки его звали «капитан-паша»
На флаге Синана была изображена шестиконечная звезда («Печать Сулеймана», как её называли турки). Его база располагалась в Алжире.
Под командованием Синана было 6000 человек, целая армия.
В 1538 году Синан захватил Тунис у испанцев и уничтожил испанский флот.
В 1544 году Синан Райс захватил, порт Суэц в Красном море, оплот португальцев.
В 1551 году он захватил Триполи, и через год был назначен главой турецкого флота.
Синан похоронен на еврейском кладбище в Албании.